# Podział administracyjny Kościoła katolickiego w Malawi
Podział administracyjny Kościoła katolickiego w Malawi – w ramach Kościoła katolickiego w Malawi funkcjonują obecnie dwie metropolie, w skład których wchodzą dwie archidiecezje i sześć diecezji. 
Jednostki administracyjne Kościoła katolickiego obrządku łacińskiego w Malawi:

## Metropolia Blantyre
- Archidiecezja Blantyre
  - Diecezja Chikwawa
  - Diecezja Mangochi
  - Diecezja Zomba

## Metropolia Lilongwe
- Archidiecezja Lilongwe
  - Diecezja Dedza
  - Diecezja Karonga
  - Diecezja Mzuzu